# Hydrocotyle humifusa
Hydrocotyle humifusa är en växtart i släktet Hydrocotyle och familjen araliaväxter.
Arten förekommer i delstaten Rio de Janeiro i Brasilien. Den beskrevs av Johann Baptist Emanuel Pohl och Augustin Pyrame de Candolle 1830.